# 屏边锥
屏边锥（学名：Castanopsis ouonbiensis），为壳斗科锥属下的一个植物种。